# Vágvölgyi vasút

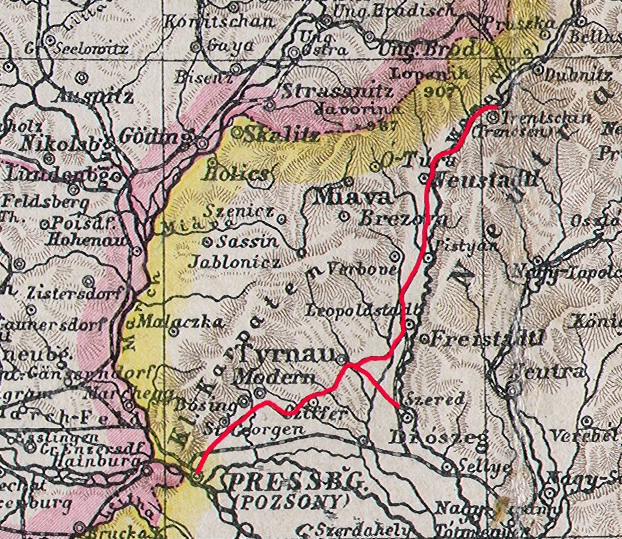
Das Streckennetz der Vágvölgyi vasút

Die Vágvölgyi vasút (VVV), deutsch: Waagtalbahn (WTB) war eine Eisenbahngesellschaft in Ungarn, deren Strecken auf dem Gebiet der heutigen Slowakei lagen. Das Bahngebiet erstreckte sich nordöstlich von Pressburg (heute: Bratislava) entlang des namensgebenden Flusses Waag. Der Sitz der Gesellschaft war in Pressburg. 

## Geschichte
Vorläufer der Waagtalbahn war die sogenannte Tyrnauer Pferdeeisenbahn, die seit 1846 zwischen Pressburg und Szered (Sereď) verkehrte. Diese Gesellschaft wurde im Jahr 1871 durch die neu gegründete Waagtalbahn aufgekauft. Die Konzession zum Umbau der Linie in eine normalspurige Lokomotiveisenbahn vergab das Königreich Ungarn im Jahr 1872. Teil dieser Konzession waren auch Zweiglinien von Tyrnau (Trnava) nach Trentschin (Trenčín) und von Pressburg nach Ödenburg (Sopron). Eine weitere Strecke sollte die Verbindung zum Netz der Kaiser Ferdinands-Nordbahn (KFNB) im österreichischen Lundenburg (Břeclav) herstellen.
Aus finanziellen Gründen wurden dann nur die Strecken von Pressburg über Tyrnau nach Trentschin und nach Szered gebaut und in Betrieb genommen. Die anderen konzessionierten Linien kamen bis 1878 nicht zur Ausführung. Im Jahr 1879 veräußerte die Gesellschaft ihr Streckennetz mit einer Betriebslänge von 138,428 Kilometern an den ungarischen Staat.
Das Königreich Ungarn indes gab die Linien im Jahr 1882 im Zuge eines Streckentausches an die österreichisch-ungarische Staatseisenbahngesellschaft (StEG) ab. Gleichzeitig wurde die Weiterführung der Strecke bis Sillein (Žilina) zum Anschluss an die Kaschau-Oderberger Bahn (Ks.Od.) und die abzweigende Vlaratalbahn zugunsten der StEG neu konzessioniert. Diese beiden Strecken wurden im Jahr 1884 bzw. 1887 in Betrieb genommen. Im Jahr 1891 kam die Waagtalbahn zusammen mit allen ungarischen Strecken der StEG wieder in Staatsbesitz.   
Die Strecken bestehen noch. Sie gehören heute zum Netz der Eisenbahnen der Slowakischen Republik (ŽSR). Die Strecke von Bratislava nach Trenčín ist heute Teil der wichtigen innerslowakischen Magistrale zwischen Bratislava und Košice.

## Strecken
- Pressburg–Trentschin (Bratislava–Trenčín; 121,498 km)
- Tyrnau–Szered (Trnava–Sereď; 13,551 km)
- Ratzersdorf–Weinern (Rača-Vajnory; 3,379 km)

## Lokomotiven
| VVV-Nr. | Anzahl | Hersteller                      | Baujahr | Achsformel | Verbleib                           | Bild |
| 1–3     | 3      | Lokomotivfabrik Wiener Neustadt | 1875    | 1B n2      | MÁV 171–173; bis 1924 ausgemustert |      |
| 10–17   | 8      | Sigl/Wiener Neustadt            | 1873    | C n2       | MÁV 174–181, bis 1926 ausgemustert |      |
| 20–22   | 3      | Sigl/Wiener Neustadt            | 1876    | C n2       | CFR 126–128                        | -    |